# Esther San Miguel
Esther San Miguel, née le 5 mars 1975 à Burgos (Espagne), est une judokate espagnole évoluant en moins de 78 kg. Elle compte à son palmarès une médaille mondiale et deux titres européens.

## Biographie
Esther San Miguel obtient son premier titre international en 1998 « à domicile » en remportant l'or des championnats d'Europe d'Oviedo. Elle bat en finale la Française Céline Lebrun. Présente aux Jeux olympiques de Sydney, elle y est battue par Lebrun en huitièmes de finale puis par la Coréenne Lee So-yeon en repêchages.
San Miguel remporte la médaille de bronze lors des championnats du monde 2003 disputés à Osaka. Également médaillée de bronze en mai lors des championnats d'Europe 2004, elle est battue dès son entrée en lice aux Jeux olympiques d'Athènes.
Titrée lors des Jeux méditerranéens de 2005 d'Almeria où elle domine la Française Stéphanie Possamaï en finale, Possamaï prend sa revanche lors des repêchages pour la médaille de bronze lors des Jeux olympiques de Pékin.
Lauréate du tournoi de Prague en mars 2009, elle remporte ensuite son deuxième titre européen un mois plus tard à Tbilissi. San Miguel, blessée à un doigt, ne peut ensuite défendre son titre lors des Jeux méditerranéens de 2009. En 2010, une opération à la hanche gauche l'amène à renoncer aux Championnats d'Europe 2010.

## Palmarès

### Championnats du monde de judo
- Championnats du monde 2003 à Osaka (Japon) :
  -  Médaille de bronze en moins de 78 kg (poids mi-lourds).

### Championnats d'Europe
- Championnats d'Europe 1998 à Oviedo (Espagne) :
  -  Médaille d'or en moins de 78 kg (poids mi-lourds).
- Championnats d'Europe 2004 à Bucarest (Roumanie) :
  -  Médaille de bronze en moins de 78 kg (poids mi-lourds).
- Championnats d'Europe 2006 à Tampere (Finlande) :
  -  Médaille de bronze en moins de 78 kg (poids mi-lourds).
- Championnats d'Europe 2007 à Belgrade (Serbie) :
  -  Médaille de bronze en moins de 78 kg (poids mi-lourds).
- Championnats d'Europe 2008 à Lisbonne (Portugal) :
  -  Médaille de bronze en moins de 78 kg (poids mi-lourds).
- Championnats d'Europe 2009 à Tbilissi (Géorgie) :
  -  Médaille d'or en moins de 78 kg (poids mi-lourds).

### Jeux méditerranéens
- Jeux méditerranéens de 2005 à Almeria (Espagne) :
  -  Médaille d'or en moins de 78 kg (poids mi-lourds).

### Universiade
- Universiade d'été de 1999 à Palma (Espagne) :
  -  Médaille de bronze en moins de 78 kg (poids mi-lourds).